# 대구역 열차 충돌 사고
대구역 열차 충돌사고(大邱驛列車衝突事故)는 경부선 대구역에서 발생한 열차 충돌 사고를 가리킨다.

## 1945년 사고
1945년 9월 29일에 발생하였으며 총 73명이 사망하였으며 당시 건국준비경북치안유지회와 대구청년동맹 등이 부상자 구호 활동을 펼쳤다.,

## 1963년 사고
1963년 9월 13일 오전 4시 45분 경, 역으로 진입중이던 서울발 부산행 여객 9열차가 진로가 잘못 설정되어 구내에서 입환중이던 부산발 서울행 화물 52열차를 들이받아 2명이 사망하고 2명이 중상, 20여명이 경상을 입었다.

## 2008년 사고
2008년 2월 22일 오전 11시 22분 경에 측선인 5번선에 정차중이던 화물 3113열차가 하부본선인 4번선 신호기에 현시된 진행 신호를 자기 신호로 오인하고 발차, 4번선에서 정상 신호를 받고 출발해 나가던 무궁화호 1203열차를 들이받았으나 인명 피해는 없었다.

## 2013년 사고

### 개요
2013년 8월 31일 오전 7시 13분경, 서울행 #1204 무궁화호가 대구역에서 서울행 #4012 KTX 열차와 충돌(1차 사고)하였고, 부산행 #101 KTX 열차가 충돌 약 4분후 (오전7시 17분) 대구역으로 진입하던 중 기 충돌해있던 KTX #4012열차의 2호차의 측면과 접촉하여 충돌(2차 사고) 사고이다. 2008년 사고와는 반대편인 상선 쪽에서 발생하였으나, 대구역의 좁은 부지로 인해 신호기가 몰려서 설치됨에 따른 신호 오인이 주된 원인이 되어 열차가 충돌했다는 점이 같다.
이 사고로 21명이 부상당했고, 서울행 KTX 8량, 서울행 무궁화호 기관차 1량이 탈선해 열차 운행에 차질을 빚었다.

### 사고 경위

#### 상행 무궁화호 1204열차
2013년 8월 31일 7시 7분, 부산을 출발해 서울로 가는 무궁화 1204열차가 동대구역을 출발해 7시 10분에 대구역의 1번선(상부본선)으로 접근하였다. 관제사는 뒤따라오는 4012 KTX 열차를 대구역에서 선행 통과시키라는 운전명령을 통보하였고, 대구역 로컬관제원은 상부본선에 도착한 1204열차를 확인하고 후속 4012열차를 상본선(2번선)으로 선로방향을 변경하고 출발 및 장내 신호기에 진행신호를 현시하였다. 이때 로컬관제원은 1번선에는 장내신호기에 정지신호가 현시되어 있으므로 기관사와 여객전무에게 임시 운전명령을 통보하지 못하였다.
약 2분간 여객 승.하차를 진행한 후 여객전무는 2번선의 출발신호기를 오인하여 기관사에게 출발전호를 실시하였고, 기관사는 이에 환호응답후 오전7시13분 열차를 출발시켰으나 자신의 상행 출발신호기를 확인하지 않았다. 1204열차가 약 155m를 진행한 후 대구역 로컬관제원이 무전기로 다급하게 정지를 요구하여 기관사가 비상제동을 하였으나 약 41m를 더 진행하여 동시간에 통과하는 4012 KTX열차의 동력차와 충돌하였다.

#### 상행 KTX 4012열차
상행 KTX 열차는 대구역 장내 신호기를 통과(오전7시13분)할 때 1204 무궁화 열차를 발견하고 약 113km/h의 속도에서 비상제동을 걸었으나 약 183m 진행하여 약 85km/h의 속도에서 동력차 좌측면 후드부분이 무궁화 열차 우측 모서리에 충격을 받고 객차 8량이 탈선한 후 187m 더 진행하여 정지하였다.

#### 하행 KTX 101열차
부산행 KTX 101열차가 1차 사고 발생 4분후 대구역에 접근하였고, 이때 상행 KTX 우측에서 비상수신호 하는 사람을 보았으나 상용제동을 작동하여 약 42km/h의 속도로 3번선으로 통과하던 중 동력차 우측 출입문이 상행 KTX 2호 객차의 측면과 접촉하면서 2차 사고가 발생하였으며, 약 59M를 더 가서 정지하였다.

### 원인

#### 1차 충돌의 원인
사고 원인은 무궁화호 기관사의 신호 위반이었다. 일반열차 승강장과 KTX 통과용 선로에 2개의 신호기가 있는데, 무궁화호 기관사는 4012열차가 통과할 선로인 2번선의 신호기를 자신들이 정차하고 있던 1번선의 신호기로 착각해 출발했고 여객전무도 신호기를 잘못 보고 출발 무전을 보낸 것으로 드러났다. 그러나 해당 여객전무는 원래 지역본부 직원으로, 여객전무 경험은 있으나 7~8년 동안 현장 업무를 하지 않았던 직원이었다. 당시 노동조합이 사측의 역-열차 순환전보 방침에 반발, 열차승무 분야가 휴일근무를 거부함에 따라 해당 직원이 여객전무로 대체투입되기에 이른 것으로 밝혀 짐에 따라 노동조합을 중심으로 반발이 있어 왔던 코레일의 인력 감축 정책에 논란이 일었다.

#### 2차 충돌의 원인
- 대구역 관제사가 1차 충돌 직후 대구역 구내의 방호를 위해 하행 신호기에 정지신호를 표시하거나 접근 중인 열차에 통보를 하지 않는 등 조치를 소홀히 한 것.
- 중앙관제센터에서도 운행 중지, 무전 통보 등의 조치를 제대로 하지 않은 것.

### 결과
국토교통부 부산지방철도특별사법경찰대는 사고를 낸 1204열차의 홍 아무개 기관사, 이 아무개 여객전무와 대구역 관제담당 이 아무개 팀장 등 3명에 대해 업무상과실치상 혐의로 구속 영장을 신청했고, 다음 날 영장 실질 심사가 승인되어 세 관계자 모두 구속되고, 중앙관제센터의 담당 관제사인 김 아무개씨는 불구속 기소되었다. 사고 이후 1번선의 신호기와 2번선의 신호기가 가까이 붙어 있던 것을 서울 방향 KTX 열차 통과 선로 쪽으로 2번 신호등을 이격시켜 신호등의 위치도 조정되었다.

### 참고
- 철도사고보고서, 항공·철도사고조사위원회, PDF 첨부파일 참고